# هریس (شبستر)
هریس یکی از روستاهای استان آذربایجان شرقی است که در دهستان گونی غربی بخش تسوج شهرستان شبستر واقع شده‌است.